# Claudius Linossier
Claudius Linossier (* 21. November 1893 in Lyon, Frankreich; † 8. Oktober 1953 ebenda) war ein französischer Dinanderier.

## Leben

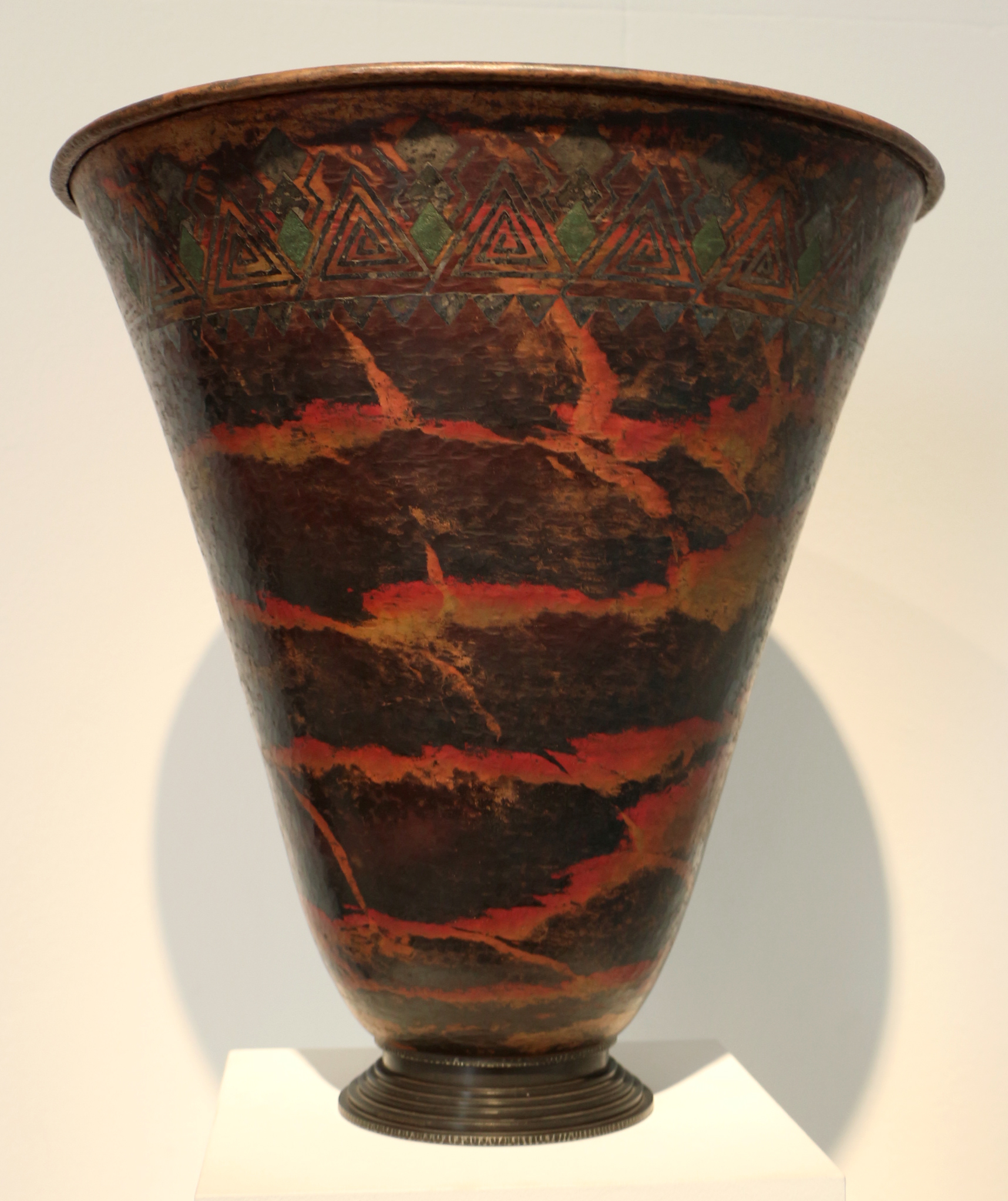
Vase von Claudius Linossier (etwa 1937) im Musée d’art moderne de la Ville de Paris

Linossier war der Sohn eines Lyoner Seidenwebers. Er begann im Alter von etwa elf Jahren eine Lehre bei einem Schlosser und arbeitete später bei Berger-Nesme, einem ortsansässigen Silberschmied, der sich auf religiöse Produkte spezialisiert hatte. 1913 trat er in den Militärdienst ein und nahm am Ersten Weltkrieg teil. 1919 wurde er von dem Pariser Haus Maison Cardeilhac angestellt, das Gold- und Silberwaren herstellte und vertrieb. Hier führte er Emaille- und Intarsienarbeiten aus.
Im gleichen Jahr trat er in das Atelier des Dinanderiers Jean Durand (1894–1977) ein, wo er unter der Leitung von Francesco Zambon arbeitete. Sein dreimonatiger Aufenthalt in der Werkstatt war, wenn auch kurz, so doch entscheidend für die Entwicklung seiner Wertschätzung für das Medium Metall. Während seiner Zeit in Paris besuchte er oft den Louvre, wo er antike griechische Keramik für sich entdeckte.
1920 kehrte er nach Lyon zurück und richtete dort seine eigene Werkstatt ein. Von 1921 bis zum Zweiten Weltkrieg zeigte Linossier seine Arbeiten auf den jährlich stattfindenden Pariser Salons der Société nationale des beaux-arts und der Société des Artistes Décorateurs wie auch der Société du Salon d’Automne. Hier lernte er seine spätere Ehefrau Hélène kennenlernte, die eine Malerin war.
1924 stellte Linossier eine seiner Vasen auf dem Salon der Société des Artistes Décorateurs in Paris aus, wo sie von Florence Blumenthal (1873–1930) erworben wurde, der Ehefrau von George Blumenthal (1858–1941), dem Direktor der Pariser Investmentbank Lazard Frères und dem späteren Kurator des Metropolitan Museum of Art. 1919 gründeten die Blumenthals, die bedeutende Förderer französischer Designer und Künstler des Art déco waren, die Stiftung Fondation Américaine pour l’Art et la Pensée Française, von der Linossier 1922 ein Stipendium erhalten hatte.
Er gehörte der von dem Éditeur d’art und Bildgießer Arthur Goldscheider in den frühen 1920er Jahren mit Vertretern des Art déco gegründeten Künstlergruppe L’Evolution an, deren Arbeiten Goldscheider 1925 auf der Pariser Exposition internationale des Arts Décoratifs et industriels modernes ausstellte. Linossier gehörte ebenso zur Künstlergruppe Les Artisans français contemporains, zusammen mit Émile Decœur, Émile Lenoble, François-Émile Décorchemont und Maurice André Daurat. 1937 zeigte er seine Arbeiten auf der Weltfachausstellung in Paris, wo er mit dem Grand Prix ausgezeichnet wurde.
Ein Jahr vor seinem Tod verlor Linossier seine Ehefrau Hélène. Mit dem von ihm am 23. Juni 1953 ins Leben gerufenen Hélène-Linossier-Stipendium wurden jährlich drei Studenten der École nationale supérieure des beaux-arts de Lyon bedacht. Am 8. Oktober 1953 verstarb Claudius Linossier.

## Werk
Von Beginn seiner künstlerischen Tätigkeit beschränkte Linossier sein Repertoire an Material und Techniken. Er spezialisierte sich vor allem auf die abstrakte, geometrische und archaisch-figürliche Dekoration seiner Arbeiten, für die er Kupfer bevorzugte, obwohl er auch Messing, Silber, Neusilber sowie andere Legierungen verwendete. Gerne experimentierte er mit Hammerschlag- und Patinierungstechniken sowie mit Intarsien, um so eine Vielzahl an Oberflächen- und Farbeffekten zu erzielen. Im Gegensatz zu anderen Dinandiers emaillierte oder lackierte er seine Stücke nicht, sondern benutzte zur Umsetzung seiner unverwechselbaren Patinierungen ausschließlich Säure und Feuer. Er fertigte Gefäße wie Vasen, Schalen und Teller, wobei er seine Arbeiten jedoch nicht zweckdienlich konzipierte. Jede seiner Arbeiten war ein Unikat. Einige Kritiker monierten das enge Spektrum seines künstlerischen Ausdrucks, andere sahen darin sein beharrliches Streben nach Perfektion.

## Ehrungen
Claudius Linossier wurde als Ritter in die französische Ehrenlegion aufgenommen.

## Museen
In der Sammlung des Musée des Beaux-Arts (Lyon) befinden sich zahlreiche Arbeiten Linossiers. 1979 widmete ihm das Museum zum 25. Todestag eine eigene Ausstellung. Seit 1992 zeigt das Museum seine Werke in einer dem Art déco gewidmeten Ausstellung.

## Rezeption
Kunstexperte Alastair Duncan nannte Linossier „einen Meister der Kunst der Dinanderie“.
Der zeitgenössische Kunstkritiker Yvanhoé Rambosson schrieb 1933 in Mobilier et Decoration: „Claudius Linossier erscheint mir wie ein geduldiger byzantinischer Künstler, der unter uns wiedergeboren wurde. Seine Werke bieten die überwältigende Pracht des Dekors der Hagia Sophia in Istanbul oder des Markusplatz’ in Venedig. Ihre Oberflächen scheinen zu schimmern wie das Feuer von miteinander verschmelzenden Metallen.“